# Distolasterias stichantha
Distolasterias stichantha är en sjöstjärneart som först beskrevs av Percy Sladen 1889.  Distolasterias stichantha ingår i släktet Distolasterias och familjen trollsjöstjärnor. Inga underarter finns listade i Catalogue of Life.